# Ozyptila numida
Ozyptila numida là một loài nhện trong họ Thomisidae.
Loài này thuộc chi Ozyptila. Ozyptila numida được Hippolyte Lucas miêu tả năm 1846.